# Aituaria pontica
Aituaria pontica là một loài nhện trong họ Nesticidae.
Loài này thuộc chi Aituaria. Aituaria pontica được Spassky miêu tả năm 1932.